# Serge Charlet
Serge Charlet, né à Vevey le 24 avril 1976, est un musicien, violoniste, enseignant et photographe vaudois.

## Biographie
Serge Charlet commence l'apprentissage du violon dans la classe de M.-A. Moutzithropoulos de 1985 à 1989. Il poursuit ses études musicales au Conservatoire de Lausanne jusqu'en 1992 (classe de C. Sörensen) avant d'intégrer le Conservatoire de musique de Genève où il entre dans la classe de Corrado Romano (1992-1995). Il suit encore les cours de l'École supérieure de violon Tibor Varga de Sion, en classe de musique de chambre. Il est remarqué par Géza Kapás au cours d'une master class donné par le musicien à l'Académie internationale de musique de Tours, et suit le maître à Budapest pour se perfectionner à l'Académie Franz Liszt où il obtient sa Maîtrise de violon avec une mention Excellence et les félicitations du jury en 2005. Au cours de son séjour hongrois, Serge Charlet a également l'occasion de se former à la pédagogie, puisqu'il enseigne le violon au conservatoire Béla Bartok de Budapest ainsi qu'à l'Académie Franz Liszt où il est l'assistant de Géza Kapás.
Très attiré par la musique de chambre, il complète sa formation auprès de maîtres comme Béla Banfalvi, László Bihary, Géza Németh, Károly Botvay, Sandor Devich et Orsolya Szabo ainsi qu'Hatto Beyerle. Il reçoit encore les conseils du violoniste Michel Vaiman, élève de David Oistrakh à Moscou.
Serge Charlet donne alors de nombreux concerts comme soliste et chambriste en Europe et en Asie ; il joue dans l'Orchestre de chambre de l'Académie Franz Liszt (dir. Béla Banfalvi), avec l'Orchestre symphonique de l'Académie Franz Liszt sous la direction d'András Banfalvi, d'Adam Medveczky et de Zoltán Cocsis, ainsi qu'au Sinfonietta de Lausanne, sous la direction de Jean-Marc Grob. Avant tout chambriste, il forme en 2002 avec ses amis d'enfance l'altiste François Martigné et le violoncelliste Guillaume Martigné, issus du Conservatoire national supérieur de musique de Paris, le trio Lenitas. Les trois musiciens interprètent un large répertoire, de Haydn et Mozart à Roussel, Milhaud et Martinu, en trio mais aussi en quatuor avec piano. L'ensemble enregistre deux disques pour le label Gallo, un consacré aux trios de Mozart, Schubert et Beethoven en 2009 et le second, en 2013, consacré aux préludes et fugues de Bach que Mozart transcrit pour trio à cordes lorsqu'il découvre, avec émerveillement et enthousiasme, l’œuvre du Cantor de Leipzig dans la bibliothèque du baron van Swieten.
Serge Charlet joue sur un violon italien de Giuseppe Gagliano de 1759. Il vit à La Tour-de-Peilz où, à côté de sa carrière de musicien, il développe depuis quelques années une activité de photographe.

## Sources
- « Serge Charlet », sur la base de données des personnalités vaudoises sur la plateforme « Patrinum » de la Bibliothèque cantonale et universitaire de Lausanne.
- Trio Lenitas, Préludes et fugues, J.-S. Bach - W.-A. Mozart, Lausanne, VDE-Gallo, 2013, cote BCUL: DCR 13169
- Trio Lenitas, Mozart - Schubert - Beethoven, Lausanne, VDE-Gallo, 2009, cote BCUL: DCR 11707
- "Le trio Lenitas à l'auditorium Cziffra", La Montagne, 2011/10/31, p. HauteLoire-11
- "Trio Lenitas: les artisans du classique", Le Progrès, Lyon, 2011/11/03, p. supplWE-4211.